# Harrison (Ohio)
Pour les articles homonymes, voir Harrison.
Harrison est une ville américaine située dans le comté de Hamilton, dans l'Ohio. Selon le recensement de 2010, sa population est de 9 897 habitants.